# Martin Güemes
Martin Güemes, argentinski general, * 8. februar 1785, † 17. junij 1821.